# Championnat du Luxembourg de football 1981-1982
Navigation
Saison précédente Saison suivante
La saison 1981-1982 du Championnat du Luxembourg de football était la 68e édition du championnat de première division au Luxembourg. Les douze meilleurs clubs du pays se retrouvent au sein d'une poule unique, la Division Nationale, où ils s'affrontent deux fois, à domicile et à l'extérieur. À l'issue du championnat, les deux derniers du classement sont relégués et remplacés par les deux meilleurs clubs de Division d'Honneur, la deuxième division luxembourgeoise.
L'Avenir Beggen remporte le titre national en terminant en tête du classement final, avec 4 points d'avance sur le tenant du titre, le Progrès Niedercorn et 7 sur la Jeunesse d'Esch. C'est le 2e titre de champion du Luxembourg de l'histoire du club après celui obtenu en 1969.

## Les 12 clubs participants
| - Alliance Dudelange - Progrès Niedercorn - FC Wiltz 71 - Promu de Division d'Honneur - Olympique Eischen - Jeunesse Hautcharage - Promu de Division d'Honneur - Union Luxembourg | - AS La Jeunesse d'Esch - CS Grevenmacher - CA Spora Luxembourg - Avenir Beggen - Red Boys Differdange - Aris Bonnevoie |

## Compétition

### Classement
Le barème utilisé pour établir le classement est le suivant :
- Victoire : 2 points
- Match nul : 1 point
- Défaite : 0 point

| Rang | Équipe                   | Pts | J  | G  | N | P  | Bp | Bc | Diff |
| ---- | ------------------------ | --- | -- | -- | - | -- | -- | -- | ---- |
| 1    | Avenir Beggen            | 36  | 22 | 17 | 2 | 3  | 59 | 16 | +43  |
| 2    | Progrès Niedercorn (T)   | 32  | 22 | 13 | 6 | 3  | 41 | 19 | +22  |
| 3    | Jeunesse d'Esch          | 29  | 22 | 11 | 7 | 4  | 55 | 33 | +22  |
| 4    | Red Boys Differdange (C) | 27  | 22 | 12 | 3 | 7  | 45 | 29 | +16  |
| 5    | Union Luxembourg         | 26  | 22 | 11 | 4 | 7  | 38 | 38 | 0    |
| 6    | Alliance Dudelange       | 25  | 22 | 10 | 5 | 7  | 41 | 36 | +5   |
| 7    | FC Wiltz 71 (P)          | 21  | 22 | 8  | 5 | 9  | 32 | 30 | +2   |
| 8    | CS Grevenmacher          | 19  | 22 | 8  | 3 | 11 | 21 | 32 | -11  |
| 9    | Aris Bonnevoie           | 15  | 22 | 4  | 7 | 11 | 23 | 44 | -21  |
| 10   | Olympique Eischen        | 14  | 22 | 5  | 4 | 13 | 22 | 41 | -19  |
| 11   | Jeunesse Hautcharage (P) | 10  | 22 | 3  | 4 | 15 | 20 | 48 | -28  |
| 12   | CA Spora Luxembourg      | 10  | 22 | 2  | 6 | 14 | 18 | 49 | -31  |

|  | Qualification pour la Coupe d'Europe des clubs champions 1982-1983                           |
|  | Qualification pour la Coupe des Coupes 1982-1983                                             |
|  | Qualification pour la Coupe UEFA 1982-1983                                                   |
|  | Relégation en Division d'Honneur                                                             |
|  | (T) Tenant du titre (C) Vainqueur de la Coupe du Luxembourg (P) : Promu de deuxième division |

## Bilan de la saison
| Championnat du Luxembourg de football 1981-1982 |                          |
| Champion                                        | Avenir Beggen (2e titre) |
| Coupes et trophées                              |                          |
| Vainqueur de la Coupe du Luxembourg 1981-1982   | Red Boys Differdange     |
| Qualifications continentales                    |                          |
| Coupe d'Europe des clubs champions 1982-1983    | Avenir Beggen            |
| Coupe des Coupes 1982-1983                      | Red Boys Differdange     |
| Coupe UEFA 1982-1983                            | Progrès Niedercorn       |
| Promotions et relégations                       |                          |
| Promus en Division Nationale                    | US Rumelange             |
| Promus en Division Nationale                    | Stade Dudelange          |
| Relégués en Division d'Honneur                  | Jeunesse Hautcharage     |
| Relégués en Division d'Honneur                  | CA Spora Luxembourg      |